# IC 300
IC 300 ist eine Galaxie von der Hubble-Typ S im Sternbild Perseus am Nordsternhimmel. Sie ist schätzungsweise 216 Millionen Lichtjahre von der Milchstraße entfernt, hat einen Durchmesser von etwa 65.000 Lichtjahren und ist Mitglied des Perseus-Haufens Abell 426.
Im selben Himmelsareal befinden sich u. a. die Galaxien NGC 1250 und IC 301.
Das astronomische Objekt wurde am 15. September 1888 vom US-amerikanischen Astronomen Lewis A. Swift entdeckt.